# Хипсипила
Хипсипила (на старогръцки: Ὑψιπύλη, Hypsipyle) в гръцката митология е царица на Лемнос.
Тя е дъщеря на царя на остров Лемнос Тоант и на съпругата му Мирина, дъщеря на цар Кретей от Йолк. Нейният баща има от баща му Дионис скъпоценни предмети, и „златна лоза“, една света дреха и две сребърни чаши, които той оставя на Хипсипила.
Афродита наказва жените на Лемнос, понеже не се грижели за нейните светилища, с неприятен мирис на устата. Впоследствие техните мъже започнали да не им обръщали внимание и се забавлявали с тракийските робини. Ревнивите съпруги избиват една нощ всички мъже на острова. Само Хипсипила запазва баща си. Тя скрива Тоант и става царица на острова.
Малко след клането аргонавтите по пътя за Колхида спират на острова и няколко месеца се забавляват с жените там. Хипсипила забременява от техния предводител Язон. Той ѝ се кълне във вечна вярност. Хипсипила ражда близнаците Евней и Дейпил (Ебней и Неброфон). Язон си тръгва и забравя своето обещание.
Когато жените от острова откриват, че Хипсипила запазила баща си, изгонват своята царица заедно с близнаците. Те са заловени от пирати и продадени на Ликург, царят на Немея. Хипсипила получава след това възпитанието на тронпринц Офелт (в друга версия Архемор).
Когато седемте срещу Тива минават през Немея, Хипсипила им показва един извор, оставяйки на земята възпитаника си Офелт (Архемор), който е ухапан от змия и умира. Адраст предпазва Хипсипила от отмъщението на Ликург.
На нея е наречен астероида (587) Хипсипила.